# Long Stories Short
Long Stories Short è l'EP di debutto del gruppo musicale statunitense Bayside, pubblicato nel 2001 dalla Dying Wish Records.

## Tracce
1. Advance Letter Goodbye – 3:41
2. Foot Impressions – 3:47
3. Days of My Life – 4:00
4. Red Head vs. the Pretty Red Bracelet – 4:08
5. Downtime – 3:27
6. Ask for It – 2:49

## Formazione
- Anthony Raneri - voce, chitarra ritmica
- Mike Kozak - chitarra solista
- Chris Jackson - basso
- Vinny Daraio - batteria, percussioni